# Lago Barrington
Il lago Barrington è un lago artificiale che si trova in Tasmania, 40 km a sud di Devonport, utilizzato per ospitare competizioni continentali ed internazionali di canottaggio.

## Creazione
Fu realizzato lungo il Forth River nel 1969, per poter fornire una colonna d'acqua alla Devils Gate Power Station. La battigia è protetta, attualmente, dal governo dell'Australia come una località di villeggiatura naturale.

## Canottaggio
Lake Barrington è luogo di un corso di canottaggio standard mondiale. Ha ospitato i Campionati del Mondo del 1990 e ospita le scuole della Tasmania per la regata annuale, avendo ospitato anche campionati australiani nel 1984 [4], 1987 [5], 1990 [6] [7], 1994, 1997, 2003, 2006 e 2009. I prossimi campionati australiani a Lake Barrington saranno nel 2015. [8]